# سيرجيو غوميز (مغني)
سيرجيو غوميز (بالإسبانية: Sergio Gómez)‏ هو مغني مكسيكي، ولد في 2 يونيو 1973 في سيوداد هيدالغو في المكسيك، وتوفي في 2 ديسمبر 2007 في موريليا في المكسيك.